# Bady Bassitt
Bady Bassitt é um município brasileiro do estado de São Paulo. Localiza-se a uma latitude 20º55'05" Sul e a uma longitude 49º26'43" Oeste, estando a uma altitude de 510 metros. A cidade tem uma população de 27.260 habitantes (IBGE/2022) e área de 110,372 km².
Bady Bassitt se localiza no norte do estado, a 10 km de São José do Rio Preto.
A cidade faz parte da região metropolitana de São José do Rio Preto, interior de São Paulo.

## História
Dizia Lourenço da Silva Pontes que seus pais eram proprietários de terras compostas por cinquenta alqueires nas fazendas Borá e Campo e que, quando entraram para abertura do local, era apenas mata virgem e não havia nenhuma estrada. Isso aconteceu na última década do século XIX. Na divisa das duas fazendas havia um córrego, chamado Borboleta, porque havia na passagem da estrada velha enorme quantidade de borboletas que sobrevoavam a margem do rio. Mais tarde, o nome Borboleta foi dado ao povoado que se formaria.
Em 1908, foi aberta uma estrada que ligava o lugar a São José do Rio Preto. Em uma pequena casa, em frente a atual Igreja Central, o português Alberto Branco instalou a primeira venda de secos e molhados. Ele foi o primeiro comerciante a se estabelecer no povoado de Borboleta, em 1912. Por conselho de um amigo, Manuel Antônio da Silva doou um alqueire de suas terras para a fundação do patrimônio de São Sebastião de Borboleta, onde foi construída a primeira capela, em 1914.
O povoado foi fundado em 13 de fevereiro de 1914, por Silva. Já o distrito de paz foi criado em 1926, pela lei 2.171, de 27 de dezembro de 1926. A vila de Borboleta foi elevada a patrimônio de distrito de São José do Rio Preto pela lei 2171, de 12 de dezembro de 1926.
Já a criação do município de Borboleta se deu em 1959, pela lei 5285, de 18 de fevereiro de 1959, após intensa campanha de esclarecimento junto aos moradores quanto aos benefícios da independência de Borboleta. Essa campanha foi liderada por moradores mais influentes, tendo à frente o serventuário da Justiça, titular do cartório de paz e tabelionato de Borboleta, Paulo Augusto da Silva, que redundou em uma aprovação esmagadora no plebiscito levado a efeito. E, o primeiro prefeito foi João Mateus Teles de Menezes. Pela lei 8050, de 1963, ele alterou o nome de Borboleta para Bady Bassitt, em homenagem ao deputado estadual de São José do Rio Preto. Essa alteração incomoda até hoje alguns moradores e ex-moradores mais conservadores. A lei municipal de 25 de abril de 1974, reconheceu oficialmente Antonio Manuel da Silva como fundador do município.

### Bolivianos
Desde a década de 2010, Bady Bassitt recebeu muitos bolivianos para trabalharem em oficinas de costura na cidade. Estimam que 3% da população de Bady Bassitt atualmente seja de bolivianos e descendentes.
Desde as primeiras ondas, muitos bolivianos trabalharam em serviços análogos à escravidão; os quais surgem de outros bolivianos que são donos de oficinas.

## Geografia
Localizada no noroeste paulista, Bady Bassitt fica 10 km ao sul de São José do Rio Preto.

### Hidrografia
- Córrego Borboleta
- Ribeirão do Borá
- Córrego dos Macacos

### Rodovias
- BR-153 (Transbrasiliana)
- SP-310 (em São José do Rio Preto, a 7 km)
- SP-355 (Maurício Goulart)

## Demografia

### População
| Crescimento populacional                             | Crescimento populacional | Crescimento populacional | Crescimento populacional |
| Ano                                                  | População Total          |                          | %±                       |
| ---------------------------------------------------- | ------------------------ | ------------------------ | ------------------------ |
| 1960                                                 | 3 661                    |                          | —                        |
| 1970                                                 | 2 669                    |                          | −27,1%                   |
| 1980                                                 | 2 834                    |                          | 6,2%                     |
| 1991                                                 | 5 717                    |                          | 101,7%                   |
| 2000                                                 | 11 550                   |                          | 102,0%                   |
| 2010                                                 | 14 603                   |                          | 26,4%                    |
| 2022                                                 | 27 260                   |                          | 86,7%                    |
| Est. 2024                                            | 28 909                   | [ 11 ]                   | 6,0%                     |
| Fontes: Censos Demográficos IBGE e Estimativas SEADE |                          |                          |                          |

### Dados demográficos
Dados do Censo - 2022
População Total: 27.260
Densidade demográfica (hab./km²): 246,98
Mortalidade infantil até 1 ano (por mil): 8,88
Dados do Censo - 2010
População Total: 16.109
- Urbana: 13.659

Densidade demográfica (hab./km²): 134,54
Taxa de Alfabetização: 96,1%
Dados do Censo - 2000
Mortalidade infantil até 1 ano (por mil): 11,83
Expectativa de vida (anos): 73,53
Taxa de fecundidade (filhos por mulher): 1,92
Índice de Desenvolvimento Humano (IDH-M): 0,812
- IDH-M Renda: 0,732
- IDH-M Longevidade: 0,809
- IDH-M Educação: 0,895

(Fonte: IPEADATA)
Dados do Censo - 2010
População Total: 16.109

## Política e administração
- Prefeito: Luiz Antonio Tobardini (2017-2020, 2021-2024)
- Vice-prefeito: João Carlos

### Subdivisões
Bady Bassitt tem os seguintes bairros:
1. Água Limpa
2. Água Limpa I
3. Água Limpa II
4. Centro
5. Colina Sul
6. Conjunto Habitacional Manoel Abreu
7. Conjunto Habitacional G. Moraes
8. Distrito Industrial
9. Distrito Industrial I
10. Distrito Industrial II
11. Distrito Industrial III
12. Distrito Industrial IV
13. Jardim Bandeirantes
14. Jardim Cristina Freitas
15. Jardim das Palmeiras
16. Jardim Estrela Líbano
17. Jardim Lourenço Pontes
18. Jardim Nova Bady
19. Jardim Panorama
20. Jardim Primavera
21. Jardim San Remo
22. Jardim São Lourenço
23. Jardim Tropical
24. Nova Bady
25. Parque Residencial Água Limpa
26. Parque Residencial Água Limpa I
27. Residencial Colinas Sul
28. Meneses I
29. Meneses II
30. Borboleta I
31. Borboleta II
32. Borboleta III
33. Lago Sul I
34. Lago Sul II
35. Jardim das Laranjeiras
36. Jardim Tangará

## Economia
De acordo com dados da Prefeitura Municipal, no ano de 1996 comportava 36 indústrias, 745 casas comerciais e 285 prestadoras de serviços, num total de 1066 empresas.
O desenvolvimento econômico para uma cidade com 15 mil habitantes é notável. Todavia, é percebível em Bady Bassitt que esse potencial oferecido por sua localização não tem sido tão valorizado por parte de seus representantes, principalmente ao longo da BR-153.

## Infraestrutura

### Comunicações
O sistema de telefones automáticos foi inaugurado na cidade em 1979 pela Telecomunicações de São Paulo (TELESP), que também implantou o sistema de discagem direta à distância (DDD) em 1985 com o código de área (0172). Anteriormente a cidade era atendida pela Cia. Telefônica Rio Preto, empresa administrada pela Companhia Telefônica Brasileira (CTB).
Na década de 90 o código DDD da cidade foi alterado para (017), para padronização do sistema telefônico com a telefonia celular que estava sendo implantada em todo o estado.

### Transportes
O município é cortado pela quarta maior rodovia do país, a BR-153 (Transbrasiliana), que a liga ao Pólo Regional de São José do Rio Preto, uma dos maiores do interior do estado de São Paulo.
O município de Bady Bassitt é privilegiado pela sua localização geográfica. A vizinhança com São José do Rio Preto, aliada ao fato de ser cortado por uma das mais importantes rodovias federais do país, a BR-153, faz com que seja um importante pólo de investimento industrial. O acesso ao pólo (São José do Rio Preto - 7 km) é feita por transporte rodoviário (BR-153).
Não há transporte aéreo, e nem transporte ferroviário.

## Cultura e lazer

### Esportes
Apesar de pequena a cidade, conta com dois representantes futebolísticos. Um deles, o Bady Bassitt Futebol Clube, além de ser o mais antigo, disputa também na categoria de base, revelando diversos talentos à região. Já o outro é o Veteranos Esporte Clube, cujo status atual é desconhecido.

## Religião
O Cristianismo se faz presente na cidade da seguinte forma:

### Igreja Católica
- A Paróquia São Sebastião pertence a Arquidiocese de São José do Rio Preto.[25]

### Igrejas Evangélicas
- Assembleia de Deus Ministério do Belém.[26][27]
- Congregação Cristã no Brasil.[28]